# 埼玉縣第4區
埼玉縣第4區是日本眾議院的選區，設立於1994年。

## 區域
本選區在2002年重劃以後，包含埼玉縣的朝霞市、志木市、和光市、新座市。在重劃前亦包括戶田市。

## 簡介
本選區初建立時由新進黨的上田清司當選，後來加入舊民主黨在2000年眾議院選舉連任。2003年上田清司因轉戰埼玉縣知事選舉而辭職，成功當選。民主黨的神風英男成功接棒，而在1996年開始第三次參選的自民黨早川忠孝終於能夠比例復活當選。2005年早川當選，神風比例復活。2009年受制於自民黨的逆風，神風英男當選，早川忠孝未能比例復活。2012年，自民黨提名的新人，出身厚生勞動省官僚的豐田真由子成功打敗神風英男。2014年豐田真由子繼續打敗神風英男，神風引退，由埼玉縣議會議員吉田芳朝接棒，2017年6月，豐田真由子被媒體揭發虐待秘書，其前秘書的錄音被媒體播出，豐田只有謝罪退黨，自民黨改提名志木市議會議員穂坂泰參選，2017年，豐田以無黨籍身份參選，結果穂坂泰成功打敗豐田與吉田當選，而豐田得票大跌，在五位參選人之末。

## 小選舉区選出議員
| 選舉名                 | 年     | 当選者     | 党派       | 選區範圍                               |
| ---------------------- | ------ | ---------- | ---------- | -------------------------------------- |
| 第41屆眾議院議員總選舉 | 1996年 | 上田清司   | 新進党     | 戶田市、朝霞市、志木市、和光市、新座市 |
| 第42屆眾議院議員總選舉 | 2000年 | 上田清司   | 民主党     | 戶田市、朝霞市、志木市、和光市、新座市 |
| 第43屆眾議院議員總選舉 | 2003年 | 神風英男   | 民主党     | 朝霞市、志木市、和光市、新座市         |
| 第44屆眾議院議員總選舉 | 2005年 | 早川忠孝   | 自由民主党 | 朝霞市、志木市、和光市、新座市         |
| 第45屆眾議院議員總選舉 | 2009年 | 神風英男   | 民主党     | 朝霞市、志木市、和光市、新座市         |
| 第46屆眾議院議員總選舉 | 2012年 | 豐田真由子 | 自由民主党 | 朝霞市、志木市、和光市、新座市         |
| 第47屆眾議院議員總選舉 | 2014年 | 豐田真由子 | 自由民主党 | 朝霞市、志木市、和光市、新座市         |
| 第48屆眾議院議員總選舉 | 2017年 | 穗坂泰     | 自由民主党 | 朝霞市、志木市、和光市、新座市         |
| 第49屆眾議院議員總選舉 | 2021年 | 穗坂泰     | 自由民主党 | 朝霞市、志木市、和光市、新座市         |
| 第50屆眾議院議員總選舉 | 2024年 |            |            |                                        |